# 卡拉里
卡拉里，是印度北方邦Kaushambi县的一个城镇。总人口12754人（2001年）。

## 人口
该地2001年总人口12754人，其中男性6544人，女性6210人；0—6岁人口2257人，其中男1114人，女1143人；识字率51.02%，其中男性为59.90%，女性为41.66%。